# Séamus Twomey
Pour les articles homonymes, voir Twomey.
Séamus Twomey (né le 5 novembre 1919 à Belfast et mort le 12 septembre 1989 à Dublin) est un républicain nord-irlandais, deux fois chef d'état-major de l'Armée républicaine irlandaise provisoire.
Membre de Fianna Éireann en 1935, il rejoint l'Irish Republican Army l'année suivante. Il est interné pendant la Seconde Guerre mondiale. Rejoignant l'IRA provisoire en 1969, il devient le commandant de la brigade de Belfast. En 1972, il remplace Ruairí Ó Brádaigh comme chef d'état-major de l'organisation, poste qu'il conserve jusqu'à son arrestation en Irlande le 1er septembre 1973. Il est condamné à trois ans de prison pour appartenance à l'IRA et possession du butin d'un braquage. Il s'évade en hélicoptère le 31 octobre de la prison de Mountjoy.
De nouveau chef d'état-major en 1975, il est arrêté le 3 décembre 1977 en Irlande et emprisonné jusqu'en 1982.